# إرنست شيلر
إرنست شيلر (بالألمانية: Ernst Scheller)‏ هو صحفي ومؤرخ العصر الحديث ‏ وسياسي ألماني، ولد في 18 يوليو 1899 في ألمانيا، وتوفي في 16 يناير 1942 في سيمفروبول في أوكرانيا. حزبياً، نشط في الحزب النازي. وقد انتخب عمدة.